# Liga Deportiva Nacional de Básquetbol de Chile
La Liga Deportiva Nacional de Básquetbol (denominada entre 2008 y 2009 como Liga ”B” y en 2010 como Liga Nacional de Básquetbol) es una competencia de carácter semiprofesional organizada por la Federación de Básquetbol de Chile. Fundada en 2008, su primera edición fue ganada por Sagrados Corazones de Viña del Mar, tras imponerse en el cuadrangular disputado en Valparaíso en el mes de diciembre de ese mismo año.
En 2011 adoptó el nombre de Liga Deportiva Nacional.

## Campeones
| Año  | Campeón               | Subcampeón         | Entrenador        |
| 2008 | Sagrados Corazones    | Naudumar de Castro | José Luis Verdejo |
| 2009 | Municipal Puente Alto | Providencia        | Mauricio Flores   |
| 2010 | Boston College        | Osorno Básquetbol  | Patricio Miranda  |